# Таганай (горы)
Тагана́й (башк. Тағанай) — группа горных хребтов Южного Урала, в Челябинской области. Длина 52 километра, высота до 1178 метров (гора Круглица). Хребты тянутся в меридиональном направлении, примерно от города Златоуста до города Карабаша.

## Этимология
Название хребта происходит из башкирского языка (баш. таған — таган/треножник + ай — луна).

## Хребты
- хр. Большой Таганай;
- хр. Средний Таганай;
- хр. Малый Таганай.

## Достопримечательности

### Национальный парк «Таганай»
5 марта 1991 года постановлением Совета Министров РСФСР № 130 «О создании Национального парка Таганай» на территории Таганая образован национальный парк «Таганай». Национальный парк находится в западной части Челябинской области, возле Златоуста.

### Большая Каменная река
Большая Каменная река — вытянутый курум между хребтами Большой и Средний Таганай длиной до 6 км и шириной до 800 метров, состоящий из авантюрина.

## Растительный мир
Растительный мир Таганая — это своеобразный многоцветный узел, соединяющий в себе несколько природных зон. С севера по хребтам сюда заходит зона горных елово-пихтовых лесов средней тайги, с востока — южно-таёжные леса с примесью лиственницы и берёзы, берёзово-сосновые леса. И тут же можно увидеть горные степи, а высокогорья занимают субальпийские луга и горные тундры. Здесь, на небольшой территории можно увидеть уникальное соседство восточно- и центрально-европейских видов растений с западно- и центрально-сибирскими видами.
Таганайские хребты являются своеобразным меридиональным коридором для распространения флоры. Так, ареалы многих видов арктической уральской флоры заходят по высокогорьям далеко на юг, а с другой стороны по восточным предгорьям Южного Урала на север проникает степная флора юга. Словом, на территории парка сливаются в единое целое два флористических языка — один с севера, проходящий по осевой части хребта, другой с юга — по восточным предгорьям.

## Фотогалерея

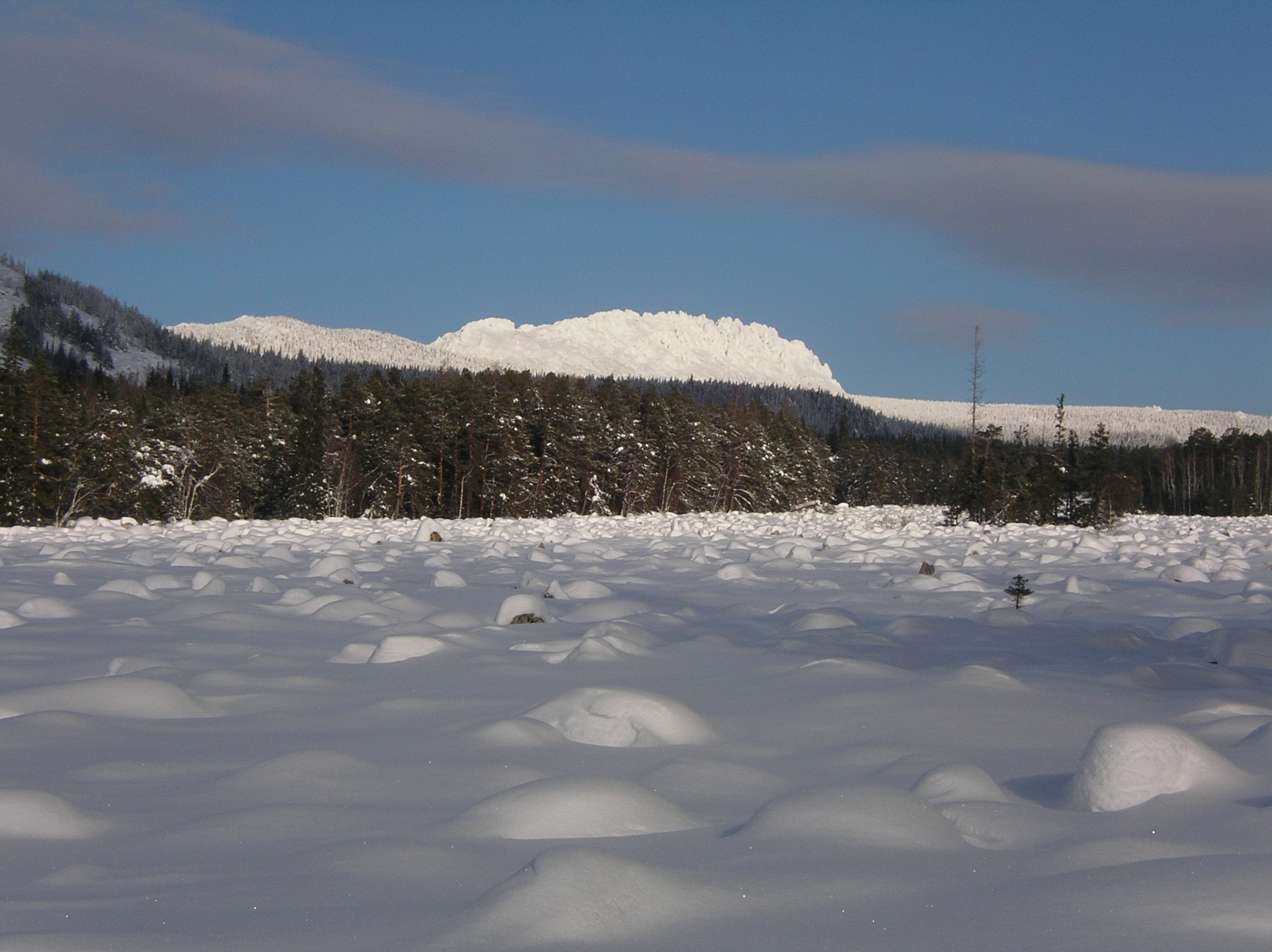
Откликной Гребень
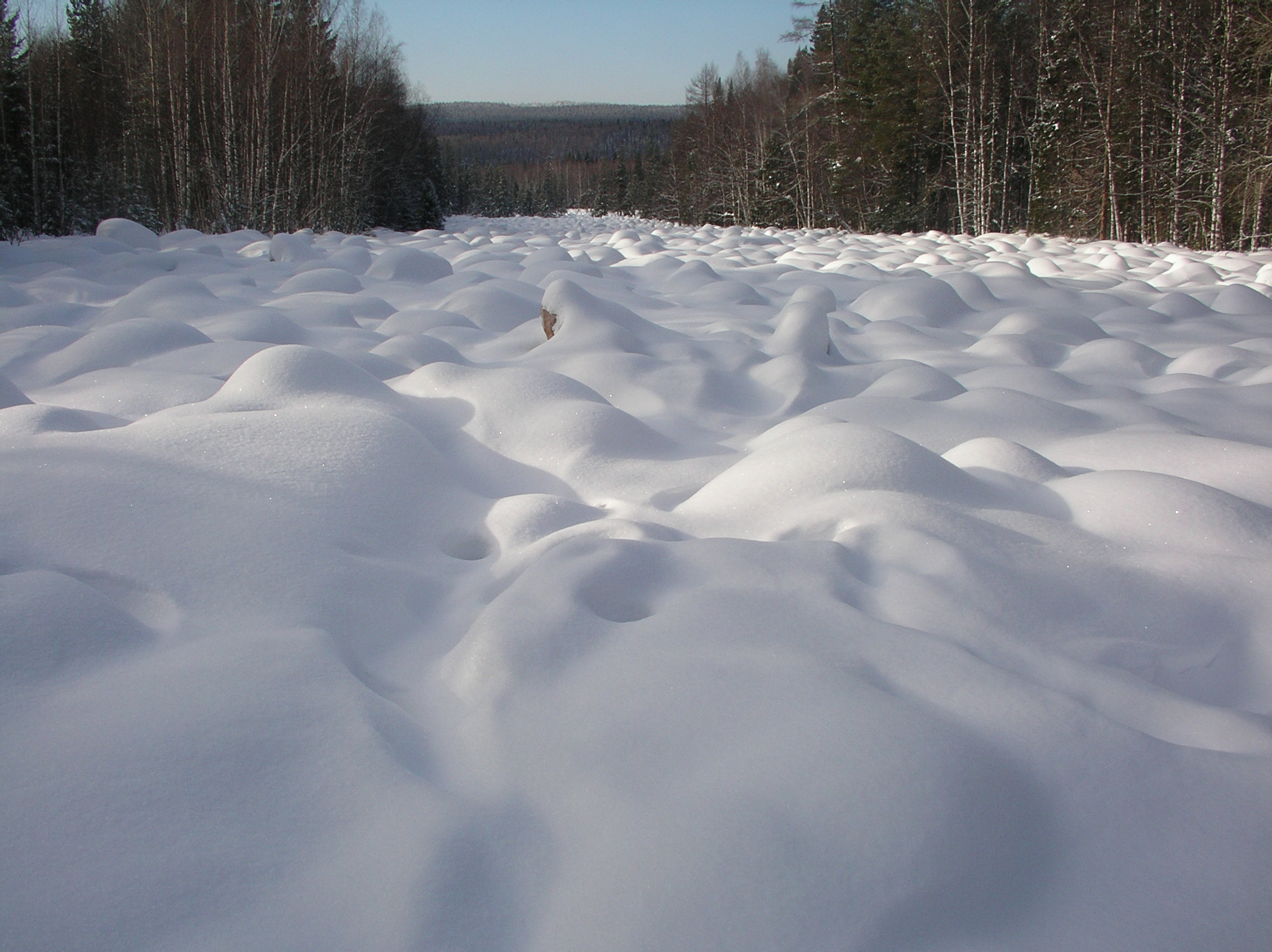
Большая Каменная река зимой
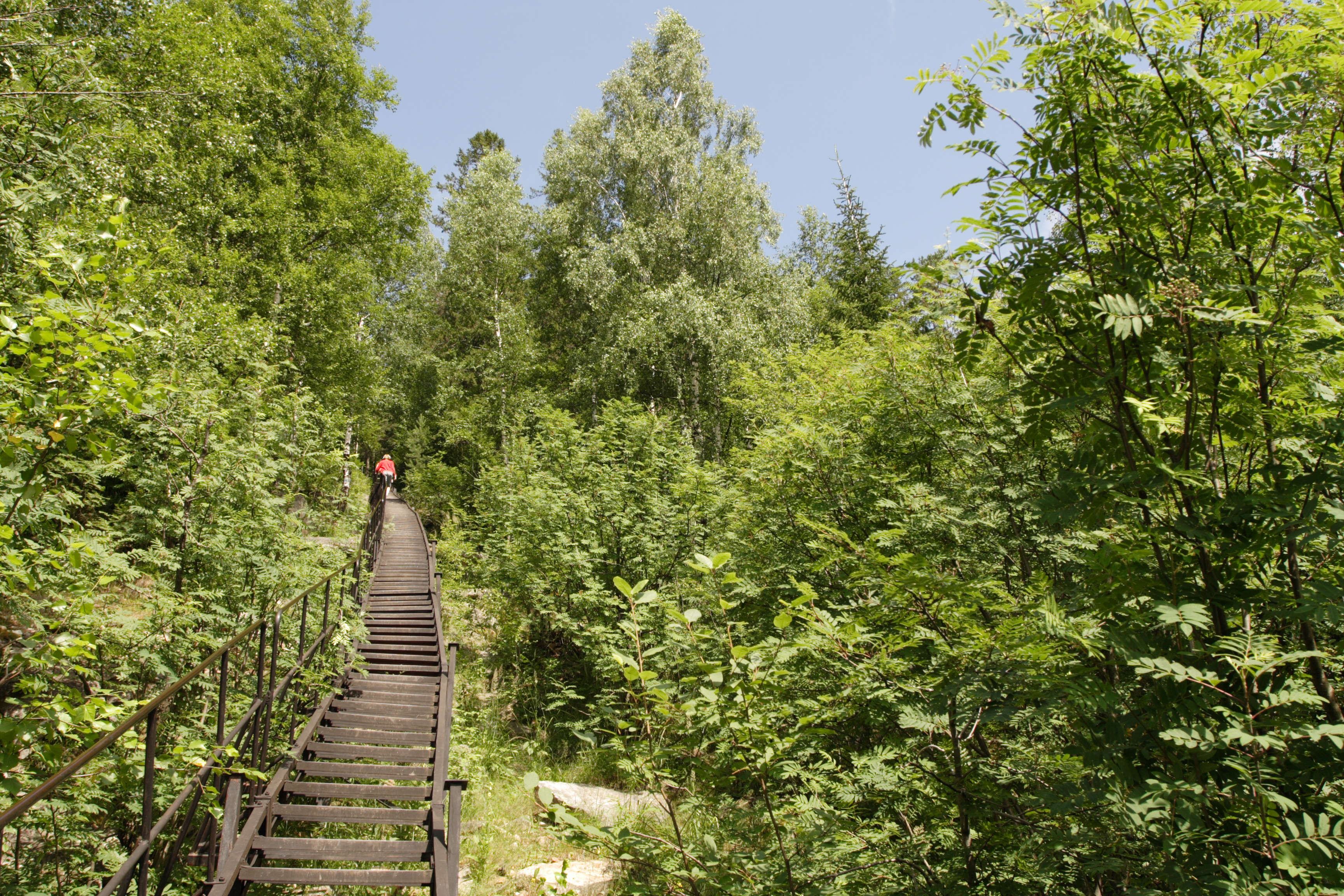
Подъём на Двуглавую гору
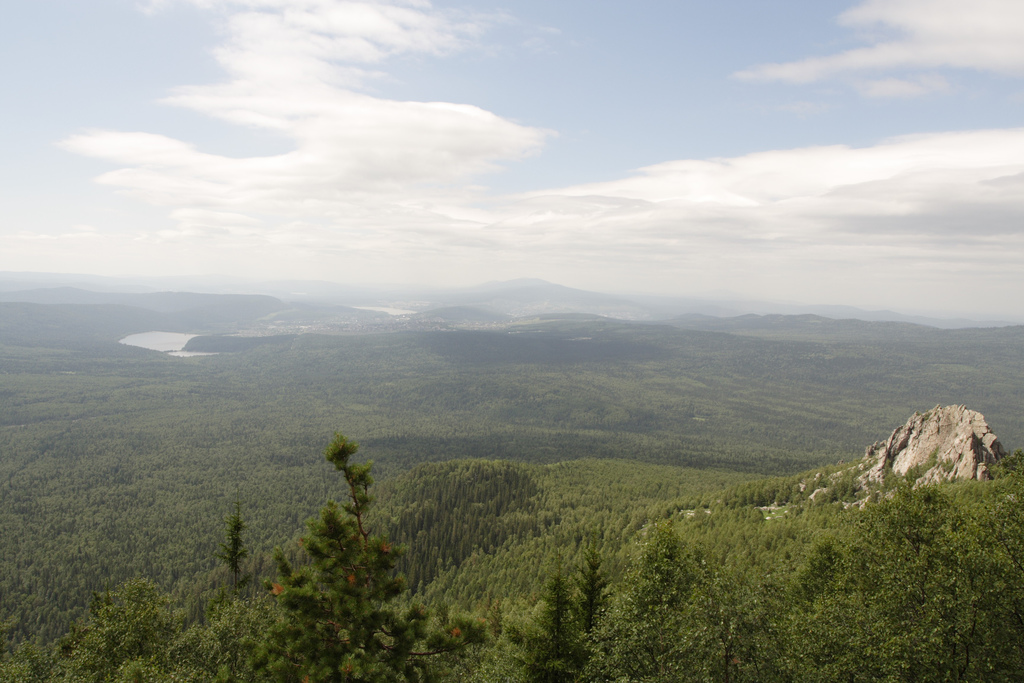
Вид в направлении города Златоуст
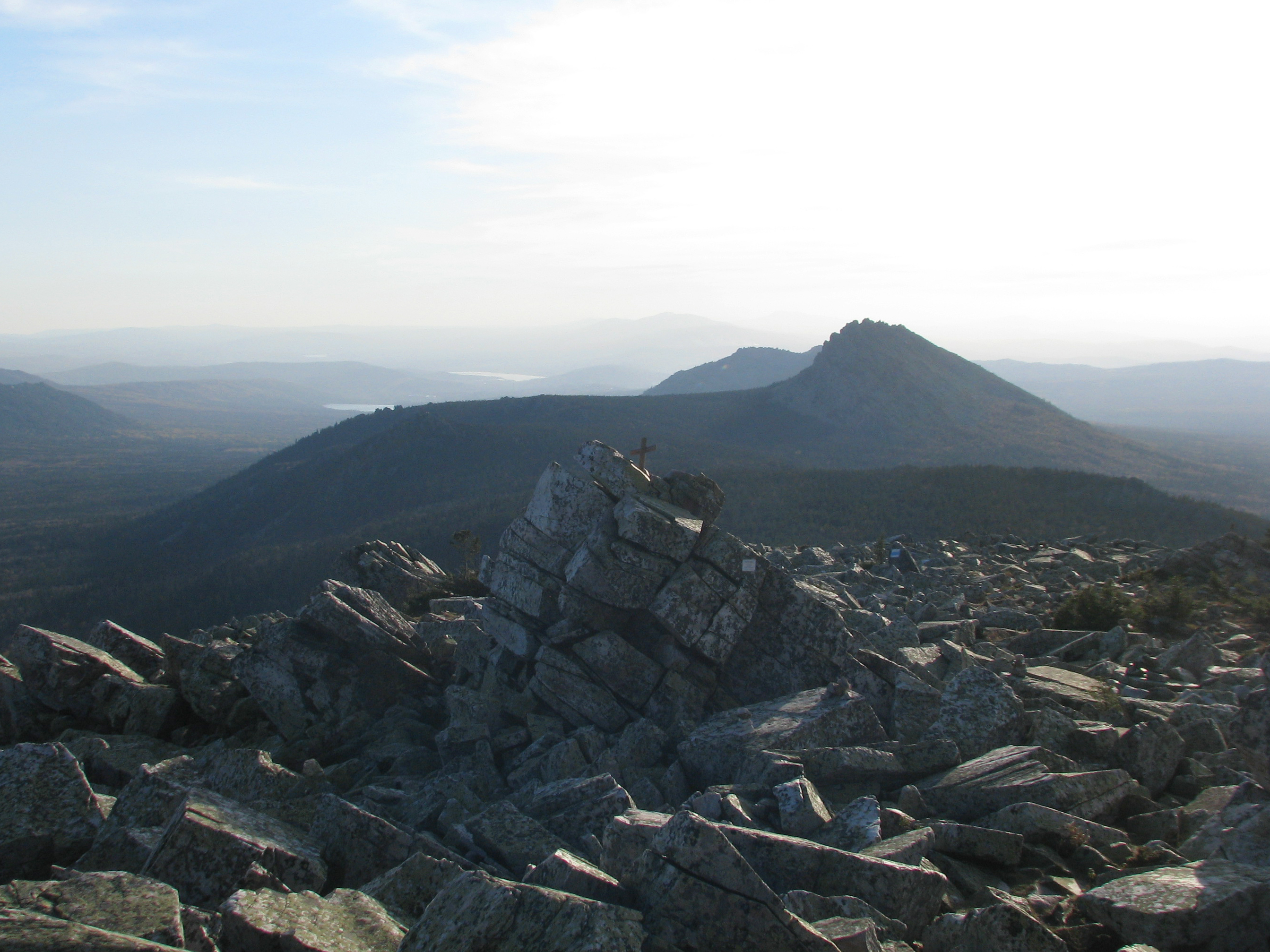
Вид на Откликной с вершины горы Круглицы
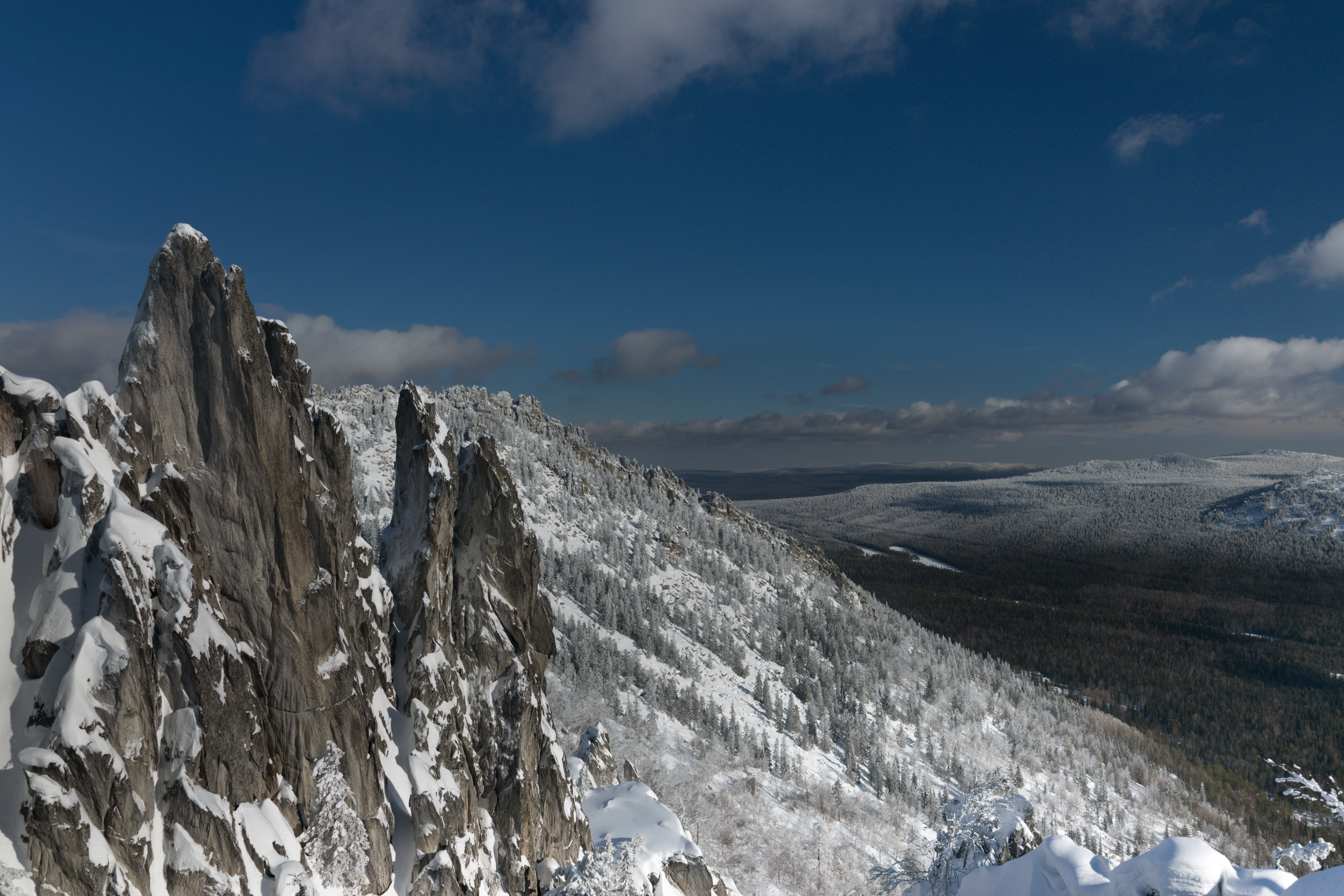
Двуглавая сопка. Останцы. Вид на каменную реку
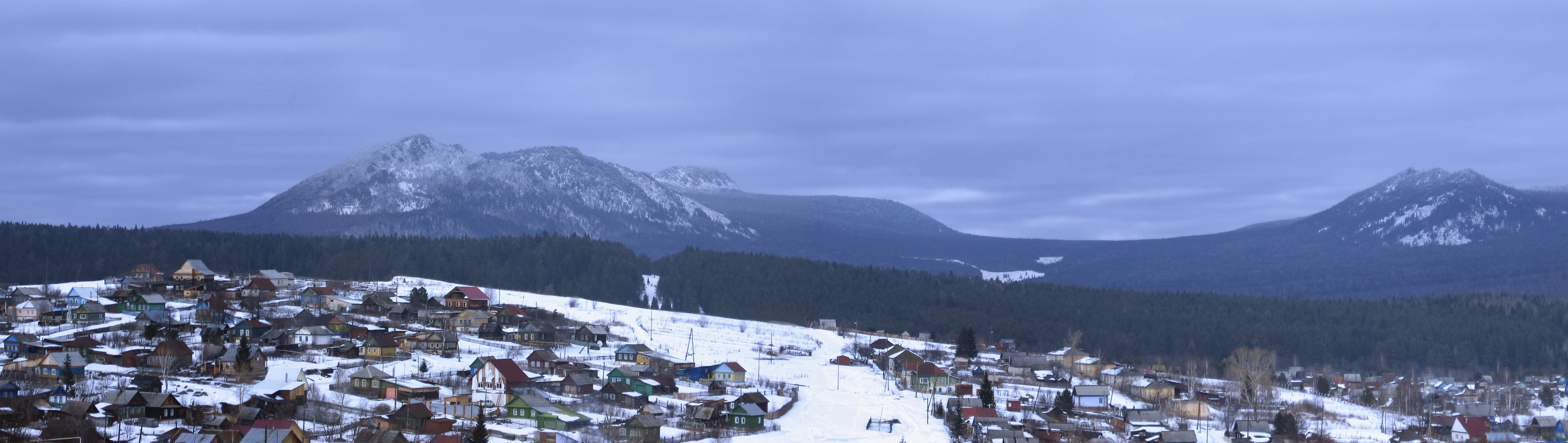
Вид на Двуглавую сопку и Откликной Гребень
Откликной Гребень, вид у подножия
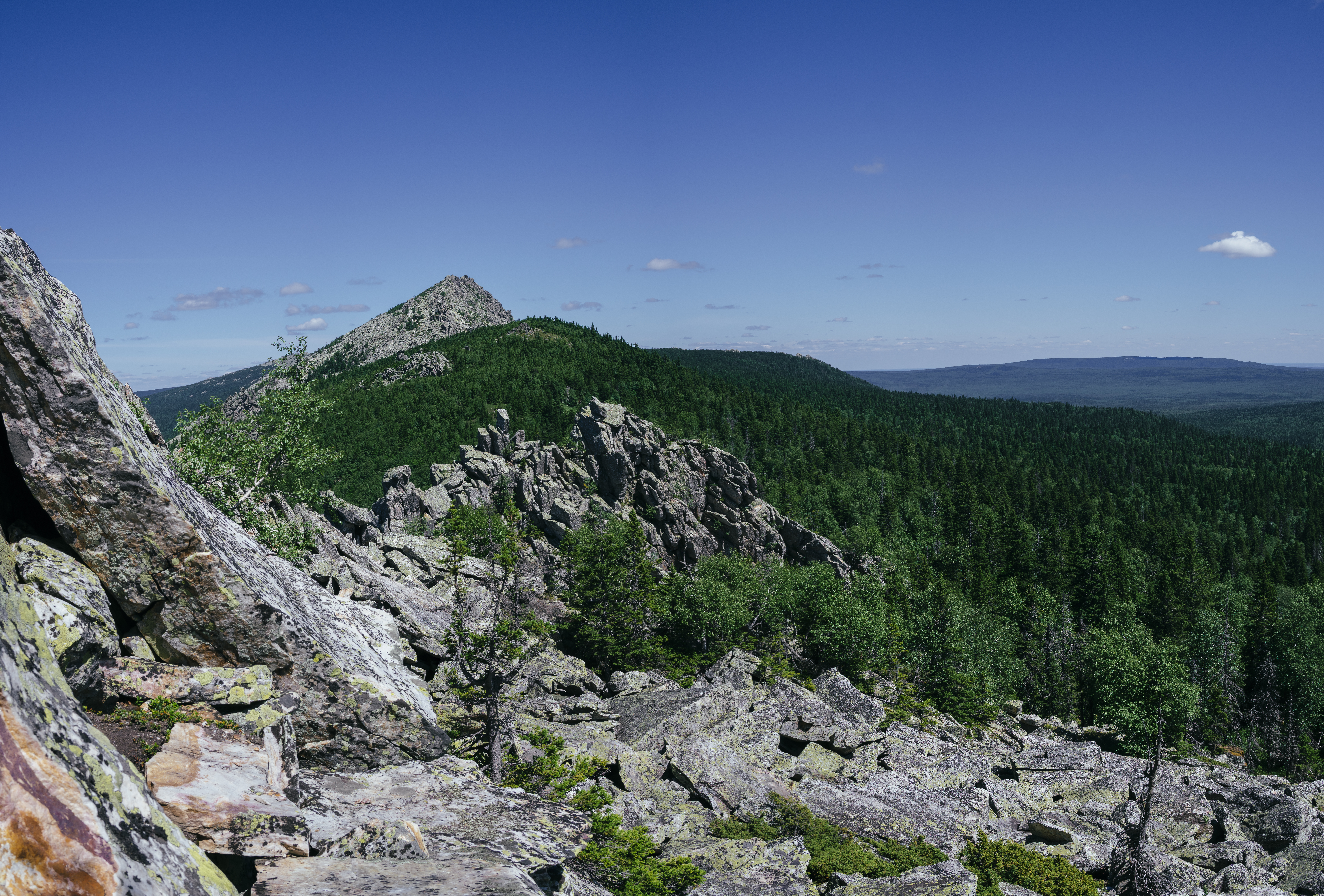
Вид на Откликной Гребень с Митькиных Скал
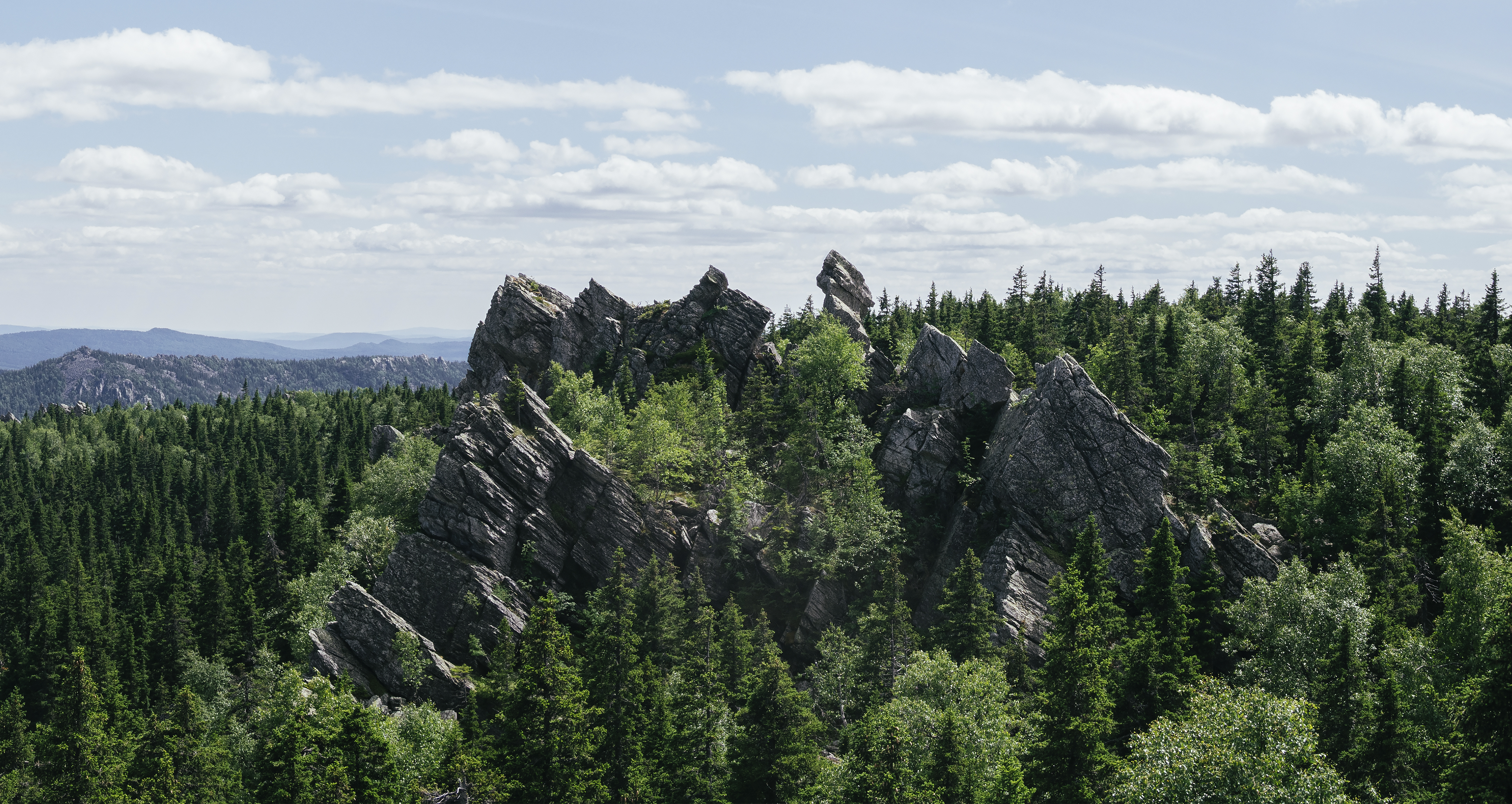
Вид с Долины Сказок
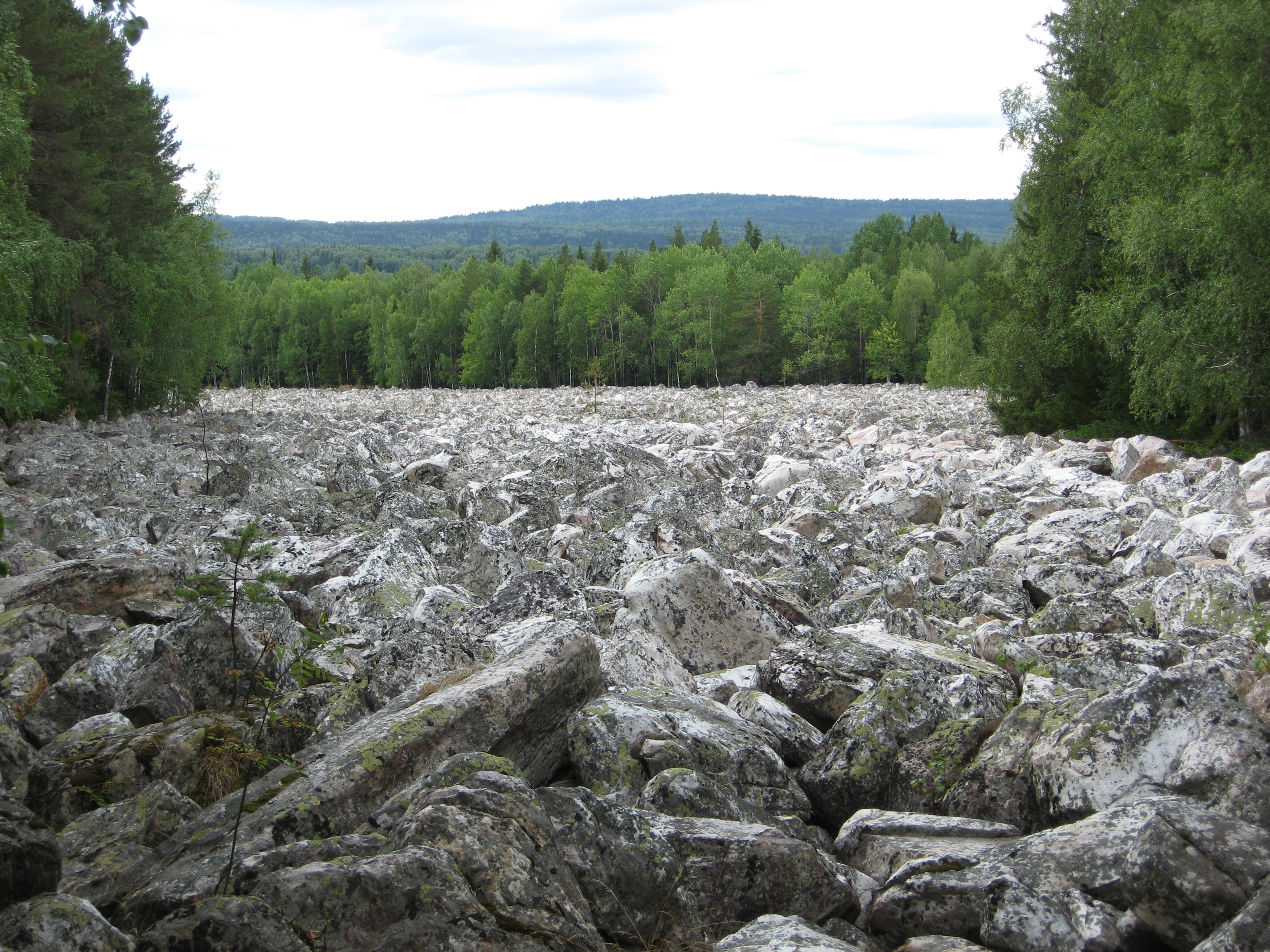
Каменная река между хребтами Большой и Средний Таганай

## В культуре

### В музыке
- Олег Митяев, песня «Таганай».
- группа ЛËДЪ, песня "Печаль Таганая".

### В литературе
- Таганай / ред.-сост.  А.В. Козлов. — 2-е изд. испр. и перераб.. — Златоуст, 2002. — 48 с. — (Библиотека «Златоустовской энциклопедии»).
- Таганай — гора молодого месяца / ред.-сост. Александр Козлов. — Златоуст: ФотоМир, 2011. — 269 с.
- Таганайскими тропами или Занимательное повествование о событиях, имевших место быть в горах и лесах Таганайских во времена отдаленные и не очень / ред.-сост.  А.В. Козлов. — Златоуст, 2003. — 80 с. — (Библиотека «Златоустовской энциклопедии»).
- Легенды и были Таганая / ред.-сост.  А.В. Козлов. — Златоуст: ФотоМир, 2005. — 157 с.
- Верзаков Н.В., Черноземцев В.А. У Таганай-горы : История в историях и картинках / Худож. А.М. Сидоров. — Челябинск: Юж.-Урал. кн. изд-во, 1990. — 38 с. — 60 000 экз.[8]
- Зенина О. В., Середа М. С. Красная книга национального парка «Таганай». — 2015. — 141 с. — ISBN 978-3-659-80426-7.
- Середа М. С. Экспедиция длиною в Таганай : [очерки, рассказы]. — Ульяновск: Зебра, 2016. — 220 с. — 500 экз. — ISBN 978-5-9908480-8-5.
- Середа М. С. Прогулки по Таганаю. — М.: Дарикниги, 2017. — 198 с. — ISBN 978-5-9500-5682-6.
- Каримуллина А.Ш. Сказы об округе горном / Худож.-илл. Л.М. Вишневская. — Екатеринбург: Компас, 2021. — 96 с. — 1000 экз. — ISBN 978-5-89516-325-2.
- Тайна Уральских гор. Сборник рассказов Г. Юз, Н. Куштум, С. Лялицкой, В. Малькова об исследовательских путешествиях и поисках полезных ископаемых южно-урал. недр / Сост. В.А. Попов. — Челябинск: Челябгиз, 1938. — 192 с. — 5000 экз.[9]